# 金日成軍事総合大学
金日成軍事総合大学（キムイルソンぐんじそうごうだいがく）は、朝鮮民主主義人民共和国平壌市万景台区域にある朝鮮人民軍の高級将校養成のための大学である。

## 概要
1952年10月に、高級軍事学校として開学。1954年8月に金日成に因んで金日成陸軍大学に改称した後、1956年10月に現在の名称となる。
大尉から中佐までの現役武官を入学対象とし高級将校の養成を目的とする修養年限3-4年の本科と、上佐以上を対象とし再教育を目的とする修養年限1年の講習科が置かれている。
韓国統一部の調査によると、金正恩体制における党や政府の主要人物に占める本大学出身者の割合は17.7%に上り、金日成総合大学出身者の35.5%に次いでいる。党のみに限れば、26%を本大学出身者が占めている。
2013年7月時点での総長は金正覚。

## 著名な卒業生
- 金正恩[4] - 労働党委員長、朝鮮人民軍元帥
- 李英浩[5] - 元朝鮮人民軍次帥、総参謀長
- 金永春[6] - 元朝鮮人民軍総参謀長、人民武力部部長
- 朴在慶[7] - 朝鮮人民軍大将。青瓦台襲撃未遂事件に関与したとされる。